# Каштелу (Сертан)
Каштелу (порт. Castelo) — район (фрегезия) в Португалии, входит в округ Каштелу-Бранку. Является составной частью муниципалитета Сертан. По старому административному делению входил в провинцию Бейра-Байша. Входит в экономико-статистический субрегион Пиньял-Интериор-Сул, который входит в Центральный регион. Население составляет 1163 человека на 2001 год. Занимает площадь 24,62 км².